# Přehřívání ekonomiky
Přehřívání ekonomiky je fáze příliš rychlého růstu hospodářství (ekonomiky) země, která může způsobit několik vážných negativních důsledků. Především jde o inflaci.
Přehřívání ekonomiky může nastat v případě, že zdánlivý růst ekonomiky (ekonomických ukazatelů) nekoresponduje se skutečným růstem koupěschopnosti obyvatelstva. Kromě tohoto faktoru nastává přehřívání i v případě příliš rychlé expanze dosud stagnující ekonomiky a laxní politiky instituce tvořící monetární politiku země (obvykle centrální banka). Nereálné investiční očekávání v kombinaci s nízkými úrokovými sazbami (cenou peněz) způsobí ztráty na investičním trhu, úvěrové krize a především snížení hodnoty peněz. Tím ztratí na hodnotě „staré peníze“ (úspory), čímž se rapidně snižuje koupěschopnost obyvatelstva.
Každá ekonomická škola má na přehřívání ekonomiky vlastní názor, shodují se však v existenci tohoto faktu a v základních doprovodných jevech:
- Extrémně rychlý ekonomický růst, kterému se nestačí přizpůsobovat obyvatelstvo
- Nereálné investiční očekávání
- Nízké úrokové sazby (nízká cena peněz)
- Liberální monetární politika
- Později ztráta hodnoty peněz (inflace), nižší produkce a s tím související možná nezaměstnanost

Nekontrolované přehřátí ekonomiky může způsobit rychlejší posun do fáze deprese v rámci hospodářského cyklu.